# 細身準舌唇魚
細身準舌唇魚（学名：Lobocheilos gracilis）为輻鰭魚綱鯉形目鲤科準舌唇魚属的鱼类。分布於亞洲湄公河及湄南河流域，體長可達24公分，棲息在底層水域，以固著生物及浮游植物為食。
其种加词来源于拉丁文“gracilis”，意为“细长的”。

## 外部連結
細身準舌唇魚的圖片 （页面存档备份，存于）